# Ordine della Bandiera Rossa (Cecoslovacchia)
L'Ordine della Bandiera Rossa è stato una decorazione della Cecoslovacchia.

## Storia
L'Ordine è stato fondato l'8 febbraio 1955 per premiare chi abbia mostrato grande coraggio in battaglia contro il nemico, e per l'eccellente lavoro nel rafforzare le forze armate della Cecoslovacchia e la difesa nazionale.

## Insegne
- L'insegna era una stella a cinque punte d'argento smaltata di rosso con al centro una stella più piccola. Sul rovescio vi era, fino al 1960, lo stemma nazionale e in seguito la bandiera nazionale.
- Il nastro era rosso con bordi rosso scuro.